# Adolf Heincke

Adolf Heincke

Adolf Wolf Heincke (* 14. Februar 1901 in Verden; † 29. August 1986 ebenda) war ein deutscher Politiker (NSDAP).

## Werdegang
Nach dem Besuch der Volksschule und des Verdener Domgymnasiums bis zur Obersekunda wurde Heincke zum Kürschner ausgebildet. Er absolvierte bei seinem Vater in Verden seine Lehre, arbeitete anschließend in Hildesheim, Braunschweig und Salzburg, ehe er 1930 in Harburg seine Meisterprüfung ablegte. Von 1930 bis 1936 war er als Kürschnermeister im väterlichen Geschäft tätig, übernahm dieses jedoch nicht, da er zunehmend für die NSDAP tätig wurde. 1931 heiratete Heincke; aus der Ehe entstammten vier Kinder.

## Politische Betätigung
Zum 13. Juli 1925 trat Heincke in die NSDAP ein (Mitgliedsnummer 10.456), jedoch Ende 1926 wieder aus. Am 28. Januar 1928 gründete Heincke gemeinsam mit fünf anderen Parteigenossen die Verdener NSDAP-Ortsgruppe neu; Heincke wurde durch den Gauleiter Otto Telschow zum Ortsgruppenleiter ernannt. 1930 wurde Heincke zum Kreisleiter ernannt.
Bereits vor 1933 war Heincke berufsständisch als Zweiter Vorsitzender des Kreishandwerkerbundes tätig. Nach 1933 war Heincke Kreishandwerksmeister, Stadtrat und Senator in Verden sowie Mitglied des Verdener Kreistages.
Von 1932 bis 1933 saß Heincke im Preußischen Landtag. Nach seiner Wahl in den Preußischen Landtag 1932 gab Heincke seine Position als Kreisleiter auf und wurde Gauwirtschaftsberater. Nach der Auflösung des Preußischen Landtags gehörte Heincke von November 1933 bis zum Ende der NS-Herrschaft im Frühjahr 1945 dem nationalsozialistischen Reichstag als Abgeordneter für den Wahlkreis 15 (Osthannover) an.
1934 wurde Heincke Kreishandwerksmeister in Lüneburg, Erster Vorsitzender des Reichsbundes deutscher Kürschner, Reichsinnungsmeister des Kürschner-, Hut- und Handschuhmacherhandwerks, Mitglied des Bundesvorstands des Nordwestdeutschen Handwerkerbundes, später (um 1937) Kreisleiter der NSDAP des Kreises Bremervörde, Gauinspektor der Gauleitung Ost-Hannover der NSDAP, danach (um 1939) Kreisleiter der NSDAP des Kreises Lüneburg.
Im Oktober 1939 wurde Heincke zur Wehrmacht eingezogen und nahm am Zweiten Weltkrieg als Leutnant der Reserve in einem Infanterie-Regiment teil. Nach einer Verwundung im November 1942 wurde Heincke als uk, also unabkömmlich, vom weiteren Militärdienst befreit und übernahm die Position eines Oberbereichsleiters in der Gauleitung Ost-Hannover.

## Internierung und Nachkriegsleben
Im Juli 1945 wurde Heincke als Amtsträger zunächst in Fallingbostel und später in Neuengamme interniert. In der Entnazifizierung wurde er im April 1948 vor dem Spruchgericht Bergedorf angeklagt und am 24. Mai 1948 zu vier Jahren Gefängnis verurteilt und in das Straflager Esterwegen überstellt.
Einem Gnadengesuch von 1949 wurde aufgrund des 1947 erfolgten Tbc-Todes seiner Ehefrau und der Tbc-Erkrankung von drei seiner vier Kinder am 19. September 1949 stattgegeben und der Rest der Strafe zur Bewährung ausgesetzt. Heincke übernahm das zwischenzeitlich verpachtete Pelz- und Hutgeschäft in Verden. Am 29. August 1986 verstarb Adolf Heincke in Verden; er ist auf dem dortigen Domfriedhof beerdigt.